# Acantholimon inerme
Acantholimon inerme är en triftväxtart som beskrevs av Karl Heinz Rechinger och Mogens Engell Köie. Acantholimon inerme ingår i släktet Acantholimon och familjen triftväxter. Inga underarter finns listade i Catalogue of Life.